# Herman Sjögrell
Herman Hilmer Johannes Sjögrell, född 8 maj 2001, är en svensk fotbollsspelare som spelar IK Sirius.

## Klubblagskarriär
Herman Sjögrells moderklubb är Azalea BK, vilka han började spela för som fyraåring. I tioårsåldern gjorde han flytten till IFK Göteborg för att två år senare flytta vidare till Angered FC, vilka senare blev en del av Angered MBIK. Vid 15 års ålder lämnade Sjögrell Angered för spel med BK Häcken. Efter en kortlivad återkomst hos Angered MBIK flyttade han inför säsongen 2019 till Örgryte IS.
Sommaren 2020 skrev han på sitt första A-lagskontrakt med Örgryte IS och bara tre dagar senare, 22 augusti 2020, gjorde han sin Superettan-debut i 0-0-derbyt mot Gais. Sammanlagt blev det 13 framträdanden i Superettan under debutsäsongen, då Sjögrell utvecklades till en publikfavorit hos Örgryte IS.
Den efterföljande säsongen växte Sjögrell ut till en startspelare och sågs som en av Superettans mest talangfulla spelare. Den 8 juli 2021 köptes han loss av IK Sirius i en affär som ryktades vara värd 4 miljoner kronor. Han skrev på ett kontrakt till 31 december 2025 och debuterade i Allsvenskan i 1-5-förlusten mot Djurgårdens IF den 19 juli 2021.
I juli 2022 lånades Sjögrell ut till Örgryte IS för resten av säsongen.
Herman Sjögrell tilldelades utmärkelsen "Årets Kjelledine" av Sirius supporterklubb Västra Sidan för sina insatser i Sirius under säsongen 2023.

## Personligt
Herman Sjögrell sågs tidigt som en jättetalang och redan som tolvåring provspelade han för Manchester City och Milan. I tonåren följde sedan provspel med Tottenham Hotspur.
Hans närmsta vän under uppväxten var fotbollsspelaren Kevin Ackermann. De följdes även åt under början av karriären och var lagkamrater i Azalea BK, IFK Göteborg, Angered FC, Angered MBIK, BK Häcken och Örgryte IS.

## Statistik
Uppdaterad 26 augusti 2021
| Klubb              | Säsong             | Liga                 | Liga    | Liga | Nationell cup | Nationell cup | Ligacup | Ligacup | Internationell cup | Internationell cup | Övrigt  | Övrigt | Totalt  | Totalt |
| Klubb              | Säsong             | Division             | Matcher | Mål  | Matcher       | Mål           | Matcher | Mål     | Matcher            | Mål                | Matcher | Mål    | Matcher | Mål    |
| ------------------ | ------------------ | -------------------- | ------- | ---- | ------------- | ------------- | ------- | ------- | ------------------ | ------------------ | ------- | ------ | ------- | ------ |
| Angered MBIK       | 2018               | Division 5A Göteborg | 7       | 4    | -             | -             | -       | -       | -                  | -                  | -       | -      | 7       | 4      |
| Örgryte IS         | 2020               | Superettan           | 13      | 0    | 0             | 0             | -       | -       | -                  | -                  | -       | -      | 13      | 0      |
| Örgryte IS         | 2021               | Superettan           | 10      | 1    | 1             | 0             | -       | -       | -                  | -                  | -       | -      | 11      | 1      |
| Totalt             | Totalt             | Totalt               | 23      | 1    | 1             | 0             | 0       | 0       | 0                  | 0                  | 0       | 0      | 24      | 1      |
| IK Sirius          | 2021               | Allsvenskan          | 7       | 0    | 1             | 0             | -       | -       | -                  | -                  | -       | -      | 8       | 0      |
| Totalt i karriären | Totalt i karriären | Totalt i karriären   | 37      | 5    | 2             | 0             | 0       | 0       | 0                  | 0                  | 0       | 0      | 39      | 5      |